# Adoretus lopezi
Adoretus lopezi är en skalbaggsart som beskrevs av Chapin 1931. Adoretus lopezi ingår i släktet Adoretus och familjen Rutelidae. Inga underarter finns listade i Catalogue of Life.